# سیارک ۱۸۳۶۸
سیارک ۱۸۳۶۸ (به انگلیسی: 18368 Flandrau، نامگذاری:1991GZ1) هجده هزار و سیصد و شصت و هشتمین سیارک کشف شده‌است که در ۱۵ آوریل ۱۹۹۱ کشف شد.
قدر مطلق سیارک برابر ۱۶.۲ است.